# عين كرمة (الوادين)
عين كرمة هي إحدى مشيخات المملكة المغربية، تتبع جغرافيا لإقليم مولاي يعقوب وإداريًا لالوادين. يقدر عدد سكانها بـ 4806 نسمة حسب الإحصاء الرسمي للسكان والسكنى لسنة 2004.